# الهيئة الدولية لمراقبة المخدرات
الهيئة الدولية لمراقبة المخدرات INCB هي منظمة دولية مستقلة تابعة للأمم المتحدة مقرها في فيينا. أسست هذه المنظمة في سنة 1968 بناءً على توقيع اتفاقية دولية في سنة 1961. تعمل هذه الهيئة بالتعاون والتنسيق مع منظمات دولية أخرى مثل مكتب الأمم المتحدة المعني بالمخدرات والجريمة ولجنة الأمم المتحدة للمخدرات ومنظمة الصحة العالمية.
تقوم هذه الهيئة بدور مهم بمراقبة إنتاج وتهريب المخدرات، كما تقوم بمراقبة حركة المواد الأوليةالمستخدمة في تصنيعها والمشاركة في وضع الضوابط عليها.